# Selencasta minuscula
Genre
Espèce
Synonymes
- Selenca minuscula Roewer, 1927

Selencasta minuscula, unique représentant du genre Selencasta, est une espèce d'opilions laniatores de la famille des Assamiidae.

## Distribution
Cette espèce est endémique de Bioko en Guinée équatoriale.

## Description
Le syntype mesure 2,5 mm.

## Systématique et taxinomie
Cette espèce a été décrite sous le protonyme Selenca spinulata par Roewer en 1927. Elle est placée puis dans le genre Selencasta par Roewer en 1935.

## Publications originales
- Roewer, 1927 : « Weitere Weberknechte I. 1. Ergänzung der: "Weberknechte der Erde", 1923. » Abhandlungen des Naturwissenschaftlichen Vereins zu Bremen, vol. 26, p. 261–402.
- Roewer, 1935 : « Alte und neue Assamiidae. Weitere Weberknechte VIII (8. Ergänzung der "Weberknechte der Erde" 1923). » Veröffentlichungen aus dem Deutschen Kolonial- und Übersee-Museum in Bremen, vol. 1, no 3, p. 1–168.